# Adrian Adolph Greenberg
Adrian Adolph Greenberg, conegut simplement com a Adrian (Naugatuck, Connecticut, Estats Units, 3 de març de 1903 - Hollywood, Califòrnia, 13 de setembre de 1959), va ser un modista i sastre estatunidenc. Va utilitzar de vegades el pseudònim de Gilbert A. Adrian. Es considera un dels més modistes més famosos de la història del cinema, amb una important influència en la moda contemporània.

## Biografia

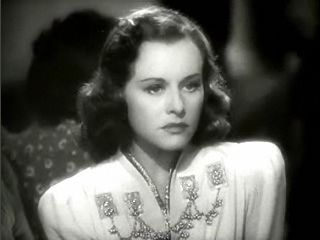
Paulette Goddard a Dramatic School (1938)

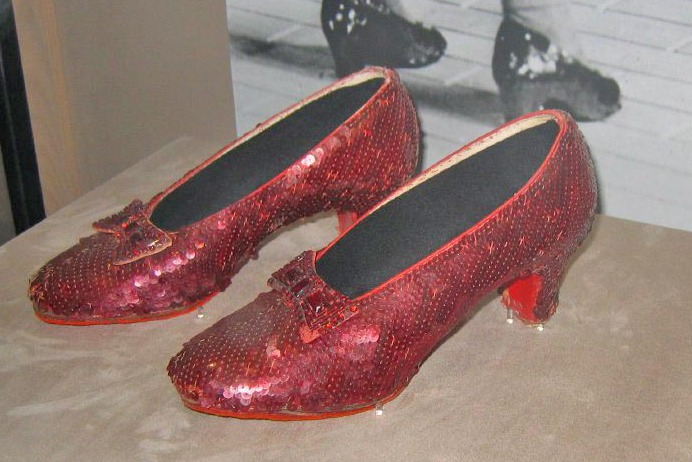
Les sabatilles de robí de Dorothy, a El màgic d'Oz (1939), conservat a la Smithsonian Institution

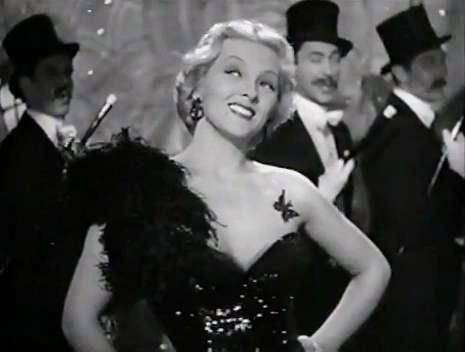
Ilona Massey a Balalaika (1939)

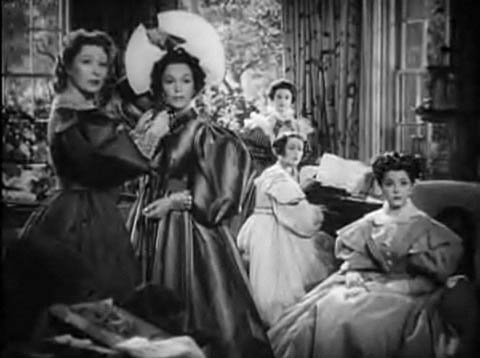
Les germanes Bennett a Pride and Prejudice (1940)

Graduat a la School for Applied and Fine Arts de Nova York, es va traslladar a Hollywood on va crear el vestuari masculí per a molts actors, incloent Rodolfo Valentino. També va dissenyar el vestuari per algunes pel·lícules de Cecil B. DeMille, treballant sota les ordres de Mitchell Leisen, el director artístic de l'empresa que De Mille estava formant. Encara que els seus noms no apareixen en els crèdits de la pel·lícula, Adrian i Mitchell van contribuir en part del vestuari de El Rei de Reis (1927), la pel·lícula més grandiosament èpica de DeMille, que, oficialment, que va veure la signatura de Gwen Wakeling i Earl Luick.
DeMille i el seu equip va anar a la MGM l'estiu de 1928 i Adrian va ser nomenat "cap de disseny de vestuari" de la MGM, on va romandre fins al 1942.
Des de la seva primera pel·lícula, Dynamite, Adrian va ser assignat també a altres produccions de MGM, entre ells algunes amb Greta Garbo que va inventar la "imatge", sobretot en pel·lícules com El petó, Anna Christie i Anna Karenina, Grand Hotel, Margherita Gauthier- que va ajudar a crear el look de Norma Shearer, de Jean Harlow, de Hedy Lamarr i de Joan Crawford (per qui va crear els vestits amb muscleres, llançant una nova moda).
La següent pel·lícula de DeMille, Madam Satan (1930), contenia una llarga seqüència d'una festa en un Zeppelin, que es va convertir en una de les coses més estranyes que mai havia dissenyat Adrian. Quan els visitants entren al saló de festes, cadascú recita uns versos per explicar el seu vestit. Una jove coberta amb ventiladors col·locats amb gràcia anuncia ser Miss Movie Fan (joc de paraules en anglès, ja que la paraula fan significa tant "admirador" com "ventilador"), mentre que una altra apareix dient: "No et preocupis, nen, sóc el reclam del bosc". Enric VIII apareix amb les sis dones, tots vestits de cel·lofana. Finalment, Kay Johnson es presenta amb una capa de color negre i morada, amb l'esquena coberta per l'enorme cap d'una serp: "Qui de vosaltres és prou home per anar a l'infern amb Madame Satan", es pregunta. La festa de Madam Satan i la desfilada de moda a Our Blushing Brides amb Joan Crawford (ambdues de 1930) va posar les bases del que serien els trets característics dels dissenys d'Adrian en les seves futures pel·lícules.

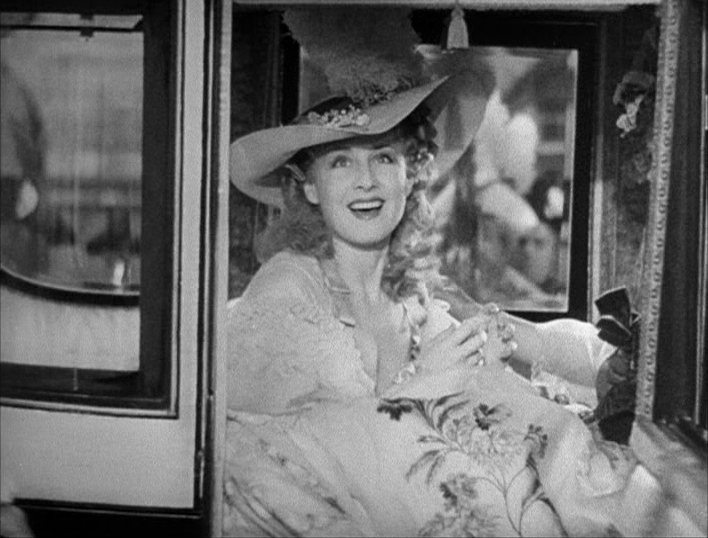
Norma Shearer a Maria Antonieta (1938)

Adrian va cedir als grans magatzems Macy's el model d'un vestit de nit que va fer servir Joan Crawford a Tornar: comercialitzat de forma simultània al film, va vendre més de mig milió de peces en una setmana.
Iniciat en el cinema mut per explotar el blanc i negre, va concentrar la seva elecció cromàtica en els contrastos de tons en la gamma de grisos, sobretot en sumptuosos vestits de nit que eren demanats a les pel·lícules de la MGM.
El 1931 Peggy Hamilton va organitzar una desfilada de vestits de les pel·lícules d'Adrian, tots o blancs o negres.
Va ser molt actiu en dues produccions d'èxit com Maria Antonieta(1938) i El màgic d'Oz (1939) dissenyat tot, fins i tot la roba dels extres.
A Voyager, Joan Crawford disposa del guarda-roba dissenyat per Sheila O'Brien, però Adrian va dissenyar-li un vestit, de propietat de la Crawford.
Tot i que Adrian era un amic personal de moltes dives, tenia relacions tenses amb alguns estrelles, com Greta Garbo, a qui no agradava la seva manera de vestir-la. Judy Garland, per la seva banda, tenia un cos força difícil de remarcar, i Adrian la posava dins de cotilles incòmodes que optimitzaven i allargaven la figura.

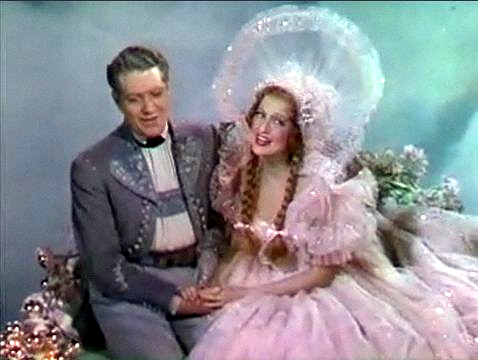
Nelson Eddy i Jeanette MacDonald a Sweethearts (1938)

Després de sortir de la MGM, va obrir el seu propi taller, que va servir als grans estudis. Es va casar amb l'actriu Janet Gaynor, en un acord tàcit per a ocultar l'homosexualitat de tots dos. El seu matrimoni va durar fins a la mort d'Adrian, que va patir un atac de cor el 13 de setembre de 1959.

## Filmografia
- The Hooded Falcon de Joseph Henabery (vestuari) (1924)
- What Price Beauty? de Tom Buckingham (vestuari) (1925)
- Her Sister from Paris de Sidney Franklin (vestuari) (1925)
- The Eagle de Clarence Brown (vestuari, no surt als crèdits) (1925)
- Cobra de Joseph Henabery (amb el nom Gilbert Adrian) (vestuari) (1925)
- The Volga Boatman de Cecil B. DeMille - (vestuari) (1926)
- Fig Leaves de Howard Hawks - (vestuari) (1926)
- Young April de Donald Crisp - (vestuari) (1926)
- For Alimony Only de William C. de Mille - (vestuari) (1926)
- Gigolo de William K. Howard - (vestuari) (1926)
- The Little Adventuress de William C. de Mille - (vestuari) (1927)
- The King of Kings de Cecil B. DeMille (no surt als crèdits) (1927)
- Vanity de Donald Crisp (1927)
- His Dog de Karl Brown (1927)
- The Fighting Eagle de Donald Crisp (1927)
- The Country Doctor de Rupert Julian (1927)
- The Angel of Broadway de Lois Weber (1927)
- The Wise Wife d'E. Mason Hopper (1927)
- Dress Parade de Donald Crisp (1927)
- The Forbidden Woman (1927)
- The Main Event (1927)
- Almost Human (1927)
- Chicago (1927)
- Love (1927)
- The Bridge of San Luis Rey (1927)
- The Wreck of the Hesperus (1928)
- Let'er Go Gallagher (1928)
- Skyscraper (1928)
- Stand and Deliver (1928)
- My Friend from India (1928)
- Walking Back (1928)
- The Blue Danube (1928)
- A Ship Comes In (1928)
- Midnight Madness (1928)
- Manmade Woman (1928)
- Not Do Dumb (1929) de King Vidor
- Marianne (1929)
- The Godless Girl (1929) de Cecil B. DeMille
- Hisl Glorious Night () (1929) de Lionel Barrymore
- Dynamite (1929) de Cecil B. DeMille
- Floradora Girl (1930)
- In Gay Madrid (1930)
- The Lady of Scandal (1930)
- A Lady to Love (1930)
- A Lady's Morals (1930)
- Let Us Be Gay (1930)
- Madame Satan (1930) de Cecil B. DeMille
- Montana Moon (1930)
- Our Blushing Brides (1930)
- Paid (1930)
- Passion Flower (1930)
- Redemption (1930)
- The Rogue Song (1930)
- Romance (1930)
- This Mad World (1930)
- Their Own Desire (1930)
- New Moon (1930) de Jack Conway
- The Batchelor Father (1931)
- Inspiration (1931)
- Laughing Sinners (1931)
- Five and Ten (1931)
- This Modern Age (1931)
- Dance, Fools, Dance (1931)
- A Free Soul (1931)
- Strangers May Kiss (1931)
- Naturich la moglie indiana (1931) de Cecil B. DeMille
- Emma (1931)
- Mata Hari (1931)
- The Guardsman (1931)
- Flyng High (1931)
- Susan Lennox, Her Fall and Rise (1931)
- The Wet Parade (1932)
- Grand Hotel d'Edmund Goulding (1932)
- Huddle (1932)
- Strange Interlude (1932)
- But the Flesh Is Weak (1932)
- Arsene Lupin (1932)
- Lovers Courageous (1932)
- Polly of the Circus d'Alfred Santell (1932)
- Blondie of the Follies (1932)
- Unashamed (1932)
- Rasputin and the Empress (1932)
- Red Dust (1932) de Victor Fleming
- Faithless (1932)
- Fast Life (1932)
- Letty Lynton (1932)
- Payment Deferred (1932)
- As You Desire Me (1932)
- Red-Headed Woman (1932)
- The Washington Masquerade (1932)
- Smilin' Through (1932) de Sidney Franklin
- The Mask of Fu Manchu (1932)
- The Son-Daughter (1932)
- Men Must Fight (1933)
- The Barbarian (1933)
- Today We Lice (1933)
- Reunion in Vienna (1933)
- Peg o' My Heart (1933) de Robert Z. Leonard
- Looking Forward de Clarence Brown (1933)
- Gabriel over the White House (1933)
- Made on Broadway (1933)
- The White Sister (1933)
- Midnight Mary (1933)
- The Secret of Madame Blanche (1933)
- Queen Christina (1933)
- Turn Back the Clock (1933)
- Turn Back Mother (1933)
- Dancing Lady (1933)
- Beauty for Sale (1933)
- Stage Mother (1933)
- El sopar és a les vuit (Dinner at Eight) (1933)
- When Ladies Meet (1933)
- Storm at Daybreak (1933)
- Hold Your Man (1933)
- The Stranger's Return (1933)
- Should Ladies Behave? (1933)
- Another Language (1933)
- Going Hollywood (1933)
- The Women in His Life (1933)
- The Solitaire Man (1933)
- Bombshell (1933)
- Penthouse (1933)
- Secrets (1933) (amb Anderson)
- The Mistery of Mr. X (1934)
- Riptide (1934)
- The Cat and the Fiddle (1934)
- The Barretts of Wimpole Street (1934)
- The Girl from Missouri (1934)
- The Merry Widow (1934) (amb Ali Hubert)
- Outcast Lady (1934)
- Sadie McKee (1934)
- Chained (1934)
- Hollywood Party (1934)
- Paris Interlude (1934)
- Men in White (1934)
- Operator 13 (1934)
- Forsaking All Others (1934)
- The Painted Veil (1934)
- What Every Woman Knows (1934)
- Biography of a Bachelor Girl (1934)
- No More Ladies (1935)
- Broadway Melody of 1936 (1935)
- Rose Marie (1935)
- Reckless (1935)
- After Office Ours (1936)
- Mark of the Vampire (1936)
- Anna Karenina (1936)
- I Live My Life (1936)
- Naughty Marietta (1936)
- China Seas (1936) de Tay Garnett
- The Last of Mrs. Cheyney (1936)
- San Francisco (1936) de W.S. Van Dyke II
- The Great Ziegfeld (1936)
- Romeo and Juliet (1936) (amb Oliver Messel) de George Cukor
- The Gorgeous Hussy (1936)
- Born to Dance (1936) de Roy Del Ruth
- Camille (1936) de George Cukor
- Love on the Run (1936)
- Parnell (1937)
- Maytime (1937)
- The Broadway Melody of 1938 (1937)
- The Firefly (1937)
- The Bride Wore Red (1937)
- Between Two Women (1937)
- The Emperor's Candlesticks (1937)
- Double Wedding (1937)
- The Last Gangster (1937)
- Mannequin (1937)
- Conquest (1937) de Clarence Brown
- Tovarich (1937) (amb Orry-Kelly)
- The Girl of the Golden West (1938)
- Marie Antoinette (1938) (amb Gile Steele)
- Love Is a Headache (1938)
- The Great Waltz (1938)
- The Toy Wife (1938) (amb Gile Steele)
- The Shopworn Angel (1938)
- Sweethearts (1938)
- Vacation from Love (1938)
- The Shining Hour (1938)
- Dramatic School (1938)
- Honolulu (1938)
- El màgic d'Oz (The Wizard of Oz) (1939)
- Ice Follies of 1939 (1939) (vestuari realitzat amb Dolly Tree)
- It's a Wonderful World (1939)
- Broadway Serenade (1939) (vestuari realitzat amb Valles)
- Lady of the Tropics (1939) (vestuari realitzat amb Valles)
- Ninotchka (1939)
- The Women de George Cukor (1939)
- Balalaika de Reinhold Schünzel (vestuari masculí realitzat amb Valles) (1939)
- Idiot's Delight de Clarence Brown (1939)
- I Take This Woman de W.S. Van Dyke i, no surten als crèdits, Frank Borzage i Josef von Sternberg (1940)
- Comrade X (1940)
- Escape (1940) (vestuari realitzat amb Gile Steele)
- Boom Town (1940) (vestuari realitzat amb Gile Steele)
- Bitter Sweet (1940) (vestuari realitzat amb Gile Steele)
- The Mortal Storm (1940) (vestuari realitzat amb Gile Steele)
- Pride and Prejudice (1940) (vestuari realitzat amb Gile Steele)
- Broadway Melody of 1940 (1940) (vestuari realitzat amb Valles)
- Florian (1940) (vestuari realitzat amb Gile Steele)
- Susan and God (1940)
- Dulcy (1940)
- Rage (1940)
- The Philadelphia Story (1940)
- Gallant Sons (1940)
- Come Live with Me (1940)
- Luna nuova (1940) (vestuari realitzat amb Gile Steele)
- Strange Cargo (1940)
- Waterloo Bridge (1940) (vestuari realitzat amb Gile Steele)
- When Ladies Meet (1941)
- Two Faced Woman (1941)
- Smilin' Through (1941) (vestuari realitzat amb Gile Steele)
- The Feminine Touch (1941)
- The Chocolate Soldier (1941) (vestuari realitzat amb Gile Steele)
- Lady Be Good (1941)
- Il dottor Jekyll e Mr. Hyde (1941) (vestuari realitzat amb Gile Steele)
- They Met in Bombay (1941) (vestuari realitzat amb Gile Steele)
- Blossoms in the Dust (1941) (vestuari realitzat amb Gile Steele)
- Rage in Heaven (1941)
- Ziegfeld Girl (1941)
- A Woman's Face (1941) (vestuari realitzat amb Gile Steele)
- Woman of the Year (1941)
- Keeper of the Flame (1942)
- They Got Me Covered (1942)
- Flight for Freedom (1942)
- Hers to Hold (1943) (vestuari realitzat amb Vera West)
- His Butler's Sister, (1943) (vestuari realitzat amb Vera West)
- Shadow of a Doubt, (1943) (vestuari realitzat amb Vera West) direcció d'Alfred Hitchcock
- Hi Diddle Diddle (1943) direcció de Andrew L. Stone
- The Powers Girl, (1943) (vestuari realitzat amb René Hubert) direcció de Norman Z. McLeod
- Humoresque, (1946) (vestuari realitzat amb Bernard Newman) direcció de Jean Negulesco
- Without Reservations, 1946) direcció de Mervyn Le Roy
- Rope (1947)
- Amor que mata (1947) (vestuari realitzat amb Bernard Newman) direcció de Curtis Bernhardt
- The Bishop Wife, (1947) (vestuari realitzat amb Irene Sharaff) direcció de Henry Koster
- Smart Woman (1948) direcció de Gregory La Cava
- Lovely to Look At (1952) (vestuari realitzat amb Tony Duquette) remake de Roberta direcció de Mervyn LeRoy (Adrian dissenya el vestuari pels protagonistes i per la desfilada de moda)